# Caviria comes
Caviria comes is een vlinder uit de familie spinneruilen (Erebidae), onderfamilie donsvlinders (Lymantriinae). De wetenschappelijke naam van deze soort is voor het eerst geldig gepubliceerd in 1832 door Geyer.
De soort komt voor in tropisch Afrika.